# Amber Heardová
Amber Laura Heardová (nepřechýleně Heard; * 22. dubna 1986 Austin, Texas) je americká herečka a modelka.

## Život
Svou hereckou kariéru zahájila již během studií na univerzitě a nejprve hrála v malých rolích. První větší rolí pro ni byla postava Marii ve filmu Světla páteční noci z roku 2004. Později hrála v řadě dalších filmů.
Roku 2010 vystoupila na výroční akci organizace GLAAD a zveřejnila zde oficiálně svou bisexuální orientaci. Žila s fotografkou jménem Tasya van Ree.
Od února 2015 byla manželkou herce Johnnyho Deppa. Manželství se rozpadlo roku 2016, kdy Heardová požádala o rozvod a Deppa obvinila z psychického a fyzického zneužívání. Téhož roku došlo k dohodě o vypořádání a Heard stáhla žalobu. Depp zaplatil Heardové vypořádání ve výši 7 milionů $, které Heardová údajně věnovala na podporu žen, které čelí domácímu násilí a dětské nemocnici v Los Angeles. Ovšem v lednu 2021 vyšlo najevo, že přispěla z této částky jen 100.000 $ (které na charitu poslal Johnny Depp jejím jménem).
Na začátku roku 2019 Depp zažaloval Heardovou o 50 milionů $ za údajnou pomluvu, kterou řekla pro The Washington Post v prosinci 2018, kde Heardová uvedla, že se stala obětí domácího násilí. Depp prohlásil, že to Heardová byla násilníkem a její obvinění proti němu jsou falešná. V nahrávce, která byla zveřejněna v lednu 2020, Amber Heardová přiznává, že udeřila Johnnyho Deppa a házela na něj různé věci. Po explodované láhvi s vodkou, kterou po něm hodila Heardová, se odtrhl Deppův prst a herec musel podstoupit několik operací.
V dubnu 2021 se jí narodila dcera Oonagh Paige, kterou odnosila náhradní matka. V prosinci 2024 Heardová oznámila, že očekává narození druhého potomka.

## Filmografie

### Film
| Rok  | Název                            | Role               | Poznámky                 |
| ---- | -------------------------------- | ------------------ | ------------------------ |
| 2004 | Světla páteční noci              | Maria              |                          |
| 2005 | SideFX                           | Shay               |                          |
| 2005 | Sexy mrtvola                     | Candy              |                          |
| 2005 | Její případ                      | mladá Josey Aimes  |                          |
| 2006 | Price to Pay                     | Trish              |                          |
| 2006 | Alpha Dog                        | Alma               |                          |
| 2006 | Všichni milují Mandy Lane        | Mandy Lane         |                          |
| 2007 | You Are Here                     | Amber              |                          |
| 2007 | Day 73 with Sarah                | Mary               | krátkometrážní film      |
| 2007 | The Beautiful Ordinary           | Julia Ford         |                          |
| 2008 | Nikdy to nevzdávej               | Baja Miller        |                          |
| 2008 | Informátoři                      | Christie           |                          |
| 2008 | Travička zelená                  | Angie              |                          |
| 2009 | ExTerminators                    | Nikki              |                          |
| 2009 | Jonesovi                         | Jenn Jones         |                          |
| 2009 | Zombieland                       | 406                |                          |
| 2009 | Otčím                            | Kelly Porter       |                          |
| 2010 | Ztracena v pustině               | Stephanie          | také producentka         |
| 2010 | The River Why                    | Eddy               |                          |
| 2010 | The Ward                         | Kristen            |                          |
| 2011 | Drive Angry                      | Piper              |                          |
| 2011 | Rumový deník                     | Chenault           |                          |
| 2013 | Syrup                            | Six                | také výkonná producentka |
| 2013 | Špionáž                          | Emma Jennings      |                          |
| 2013 | Machete zabíjí                   | slečna San Antonio |                          |
| 2014 | 3 dny na zabití                  | agentka Vivi       |                          |
| 2015 | The Adderall Diaries             | Lana Edmond        |                          |
| 2015 | When I Live My Life Over Again   | Jude               |                          |
| 2015 | Bez kalhot XXL                   | Zoe                |                          |
| 2015 | Dánská dívka                     | Ulla Paulson       |                          |
| 2017 | I Do... Until I Don't            | Fanny              |                          |
| 2017 | Liga spravedlnosti               | Mera               |                          |
| 2018 | Her Smell                        | Zelda              |                          |
| 2018 | Londýnská pole                   | Nicola Six         |                          |
| 2018 | Aquaman                          | Mera               |                          |
| 2019 | Vymletý                          | Joyce              |                          |
| 2021 | Liga spravedlnosti Zacka Snydera | Mera               |                          |
| 2023 | Aquaman a ztracené království    | Mera               |                          |

### Televize
| Rok       | Název             | Role           | Poznámky                   |
| --------- | ----------------- | -------------- | -------------------------- |
| 2004      | Jack & Bobby      | Liz            | díl: „Pilot“               |
| 2004      | Zimní ráj         | Riley          | díl: „A Piece of the Rock“ |
| 2005      | O.C.              | Salesgirl      | díl: „Mallpisode“          |
| 2006      | Myšlenky zločince | Lila Archer    | díl: „Někdo se dívá“       |
| 2007      | Californication   | Amber          | díl: „Kalifornský synek“   |
| 2007      | Hidden Palms      | Greta Matthews | 8 dílů                     |
| 2011      | Top Gear          | Samu sebe      | díl: „Episode #16.5“       |
| 2011      | The Playboy Club  | Bunny Maureen  | 7 dílů                     |
| 2015      | Overhaulin'       | Samu sebe      | díl: „In Too Depp“         |
| 2015      | The Prince        | Serena         | pilotní díl                |
| 2020–2021 | The Stand         | Nadine Cross   | 7 dílů                     |

### Hudební videa
| Rok  | Název                | Umělec        |
| ---- | -------------------- | ------------- |
| 2003 | „There Goes My Life“ | Kenny Chesney |
| 2005 | „I Wasn't Prepared“  | Eisley        |